# Мађарска на Летњим олимпијским играма 2016.
Мађарска је пријавила учешће својих спортиста на Летњим олимпијским играма које ће се одржати 2016. године у Рио де Жанеиру, Бразил. Игре ће се одржати у периоду од 5. до 21. августа 2016. године.
Олимпијске норме су за сада испунили 52 спортиста у 7 спортова, атлетици, једриличарству, стрељаштву, пливању, кајаку и кануу, модерном петобоју и рвању.

## Освајачи медаља

### Злато
- Емеше Сас — Мачевање, мач појединачно
- Катинка Хосу — Пливање, 400 м мешовито
- Катинка Хосу — Пливање, 100 м леђно
- Катинка Хосу — Пливање, 200 м мешовито
- Арон Силађи — Мачевање, сабља
- Габриела Сабо, Данута Козак — Кајак и кану, К-2 500 м
- Данута Козак — Кајак и кану, К-1 500 м
- Габриела Сабо, Данута Козак, Тамара Чипеш, Кристина Фазекаш Зур — Кајак и кану, К-4 500 м

### Сребро
- Геза Имре — Мачевање, мач појединачно
- Катинка Хосу — Пливање, 200 м леђно
- Ласло Чех — Пливање, 100 м делфин

### Бронза
- Тамаш Кендереши — Пливање, 200 м делфин
- Анита Мартон — Атлетика, бацање кугле
- Богларка Капаш — Пливање, 800 м слободно
- Габор Боцко, Геза Имре, Андраш Редли, Петер Шомфаи — Мачевање, мач екипно

## Учесници по спортовима
| Спорт           | Мушкарци | Жене | Укупно |
| --------------- | -------- | ---- | ------ |
| Атлетика        | 6        | 7    | 13     |
| Једрење         | 3        | 0    | 3      |
| Кајак и кану    | 10       | 5    | 15     |
| Модерни петобој | 1        | 1    | 2      |
| Пливање         | 8        | 5    | 13     |
| Рвање           | 1        | 0    | 1      |
| Стрељаштво      | 3        | 2    | 5      |
| 7 спортова      | 32       | 20   | 52     |

## Атлетика
Мушкарци
- 110 м препоне - Балаж Баји
- Маратон - Гашпар Чере, Габор Јожа
- 20 км ходање - Мате Хелебрант, Шандор Рац
- 50 км ходање - Миклош Шрп, Шандор Рац и Бенце Вењерчан
- Бацање диска - Золтан Кеваго
- Бацање кладива - Кристијан Парш

Жене
- Маратон - Кристина Пап, Симона Стајку, Тинде Сабо
- 20 км ходање - Викторија Мадарас, Барбара Ковач, Рита Речеј
- Скок у вис - Барбара Сабо
- Бацање кугле - Анита Мартон
- Седмобој - Ксенија Крижан, Ђерђи Фаркаш

## Једрење
Мушкарци
- Једрење на дасци - Арон Гадолфарви
- Класа ласер - Балаж Томаи
- Класа фин - Жомбор Берец

## Кајак и кану

### Кајак и кану на мирним водама
Мушкарци
- Ц-1 200 метара
- Ц-1 1000 метара
- Ц-2 1000 метара
- K-2 200 метара
- K-4 1000 метара

Жене
- К-1 200 метара
- К-1 500 метара
- К-2 500 метара
- К-4 500 метара

## Модерни петобој
- Појединачно за мушкарце - Роберт Каса
- Појединачно за жене - Шаролта Ковач

## Стрељаштво
Мушкарци
- 10 м ваздушна пушка - Петер Шиди, Иштван Пени
- 50 м пушка лежећи став - Норберт Сабиан

Жене
- 25 м пиштољ - Рената Тобаи-Шике, Жофија Чонка

## Пливање
Мушкарци
- 50 м слободно - Кристијан Такач
- 200 м и 400 м слободно - Петер Бернек
- 1500 м слободно - Гергељ Ђурта, Петер Бернек
- 200 м леђно - Габор Балог
- 100 м и 200 м прсно - Данијел Ђурта
- 100 м делфин - Ласло Чех
- 200 м делфин - Ласло Чех, Бенце Бицо, Тамаш Кендереши
- 200 м мешовито - Ласло Чех, Давид Верасто
- 400 м мешовито - Гергељ Ђурта, Давид Верасто, Петер Бернек

Жене
- 200 м слободно - Катинка Хосу
- 400 м слободно - Катинка Хосу, Богларка Капаш
- 800 м слободно - Катинка Хосу, Богларка Капаш
- 100 м леђно - Катинка Хосу
- 200 м леђно - Катинка Хосу
- 100 м делфин - Лилијана Силађи
- 200 м делфин - Катинка Хосу, Жужана Јакабош, Лилијана Силађи, Богларка Капаш
- 200 м мешовито - Катинка Хосу, Жужана Јакабош, Евелин Верасто, Далма Шебешћен
- 400 м мешовито - Катинка Хосу, Жужана Јакабош, Евелин Верасто, Река Ђорђи
- 10 км маратон - Ева Ристов

## Рвање
- Грчко-римски стил до 85 кг - Виктор Лоринц